# 韦泽尔河畔奥尔尼亚克
韦泽尔河畔奥尔尼亚克（法語：Orgnac-sur-Vézère，法語發音：[ɔʁɲak syʁ vezɛʁ]）是法国科雷兹省的一个市镇，位于该省西部，韋澤爾河右岸，属于布里夫拉盖亚尔德区。

## 地理
韦泽尔河畔奥尔尼亚克（45°20'7"N, 1°27'2"E）面积18.76 平方千米，位于法国新阿基坦大区科雷兹省，该省份为法国中南部省份，北起上维埃纳省和克勒兹省，西接多爾多涅省，南至洛特省，东临多姆山省和康塔爾省。
与韦泽尔河畔奥尔尼亚克接壤的市镇（或旧市镇、城区）包括：贝萨克、埃斯蒂沃、特罗什、维茹瓦、维尼奥勒、武特扎克。
韦泽尔河畔奥尔尼亚克的时区为UTC+01:00、UTC+02:00（夏令时）。

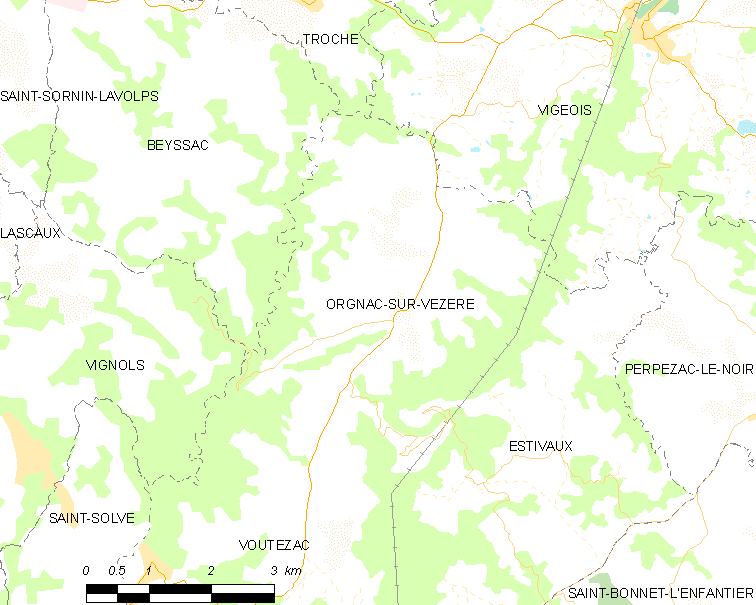
韦泽尔河畔奥尔尼亚克的OSM定位图

## 行政
韦泽尔河畔奥尔尼亚克的邮政编码为19410，INSEE市镇编码为19154。

## 政治
韦泽尔河畔奥尔尼亚克所属的省级选区为阿拉萨克县。

## 人口

1962-2008年间韦泽尔河畔奥尔尼亚克人口变化图示

韦泽尔河畔奥尔尼亚克于2022年1月1日时的人口数量为321人。